# Plesiobatis
Genre
Plesiobatis est un genre de raie.

## Liste des espèces
- Plesiobatis daviesi (Wallace, 1967)